# Локалита Продутива I (Тренто)
Локалита Продутива I је насеље у Италији у округу Тренто, региону Трентино-Јужни Тирол.
Према процени из 2011. у насељу је живело 207 становника. Насеље се налази на надморској висини од 84 м.